# Annette Hess
Annette Hess (Hannover, 18 de enero de 1967) es una escritora y guionista alemana. Estudió pintura en la escuela de Artes Visuales y posteriormente se licenció en Escritura Escénica  en la Universidad de las Artes de Berlín. Ha trabajado como periodista, asistente de dirección y guionista. Desde 1998 escribe fundamentalmente para cine y televisión.

## Descripción
Como creadora, está especializada en el pasado reciente de Alemania. Su serie de televisión Weissensee, enmarcada en la antigua RDA, fue la primera serie alemana que causó sensación fuera de su país. Repitió éxito con dos miniseries ambientadas unos años después de la Segunda Guerra Mundial, Ku’damm 56 y Ku’damm 59.
Su labor ha merecido numerosos galardones nacionales e internacionales, entre otros el Grimme-Preis, el más prestigioso premio alemán para profesionales de la televisión. En la actualidad vive en el estado de Baja Sajonia. 
Como escritora debutó con La casa alemana (Planeta, 2019), convertida en un fenómeno internacional ya antes de su publicación al cederse los derechos para su traducción en Estados Unidos, Francia, Italia o Suecia entre otros, y copando las listas de los libros más vendidos en países como España, Chile o Colombia. Ha destacado como experta en los Juicios de Auschwitz celebrados en Fráncfort en los años 1960.

## Obras
- La casa alemana (Deutsches Haus, 2018).  Editorial Planeta, 2019; ISBN 978-84-08-20676-7[8][9]